# Beautiful, Beautiful
Beautiful, Beautiful è il quarto singolo della cantante di musica cristiana contemporanea statunitense Francesca Battistelli, pubblicato nel 2010 dall'etichetta discografica Fervent Records. Il brano è incluso nel secondo album dell'artista, intitolato My Paper Heart.
Ha raggiunto la sesta posizione della classifica di musica cristiana statunitense.

## Classifiche
| Classifica (2010)                  | Posizione massima |
| ---------------------------------- | ----------------- |
| U.S. Billboard Hot Christian Songs | 6                 |